# José Lanzón
José Lanzón Piera fue un historietista, ilustrador, publicista y animador español (Valencia, 26 de marzo de 1930 - 11 de noviembre de 2012) que ocupó diversos cargos directivos dentro de su gremio.

## Biografía
José Lanzón comenzó su carrera profesional trabajando para revistas de las editoriales Valenciana y Maga.
En 1960 visitó Francia y empezó a producir historietas para editoriales de otros países europeos:
- De Francia: S.A.G.E., Vaillant, Licette y Frimousse;
- Del Reino Unido: Fleetway Publications, a través de Bardon Art;
- De Italia: Universo de Milán, Edifumetto.[2]

En 1975 fue nombrado presidente del Club DHIN Valencia.
En 1982 dibujó una adaptación del "Romance del Mío Cid" para "Pipa!", suplemento infantil del Diario de Valencia.
En 2002, José Lanzón fue nombrado presidente de la Asociación de Autores de Cómic de España.
En 2011 recibe el premio Notario del Humor de la Universidad de Alicante.

## Obra
| Años | Título                                   | Tipo                 | Editorial                                             |
| ---- | ---------------------------------------- | -------------------- | ----------------------------------------------------- |
| 1956 | Cosas del Internado                      | Serie                | Mariló                                                |
| 1960 | Aventuras de Tom Sawyer                  | Monografía           | Valenciana: Selección de Aventuras Ilustradas, núm. 6 |
| 1966 | La Tierra y el Espacio                   | Serie                | Pantera Negra                                         |
| 196- | El Corral                                | Serie                | Pumby                                                 |
| 1967 | Robot 76                                 | Serial               | Toray                                                 |
| 1979 | Historias Fantásticas de Ciencia Ficción | Monografía colectiva | Esco: Historias Fantásticas                           |
| 1989 | Romance del Mío Cid                      | Serie                | Pipa!                                                 |
| 1999 | Història de Xàtiva                       | Monografía           | Ajuntament de Xàtiva                                  |